# Jederitzer Brücke
Die Jederitzer Brücke ist eine Straßen- und Fußgängerbrücke in der brandenburgischen Stadt Rathenow. Sie bildet seit dem Mittelalter den nördlichen Stadtausgang von der Rathenower Altstadtinsel über den Rathenower Stadtkanal, einem Arm der Havel.

## Geschichte
Die Brücke wurde bis 1885 als hölzerne Zugbrücke und bis 1913 als Klappbrücke betrieben. Ein 1850 errichtetes Backsteingebäude diente ursprünglich als Zollhaus, bevor es dann als Wohnhaus für den Wärter der Jederitzer Brücke umfunktioniert wurde. Umbauarbeiten wurden im Lauf des Jahres 1912 begonnen. Bereits seit längerer Zeit wurde ein Umbau oder Neubau der Jederitzer Brücke geplant. Anstelle der vorhandenen Klappbrücke sollte eine feste Brücke entstehen. Das Vorhaben war aber seitens der Stadt zurückgestellt worden. Die Wasserbaubehörden drängten jedoch auf den Ersatzbau und verlangten im Interesse der Frachtschifffahrt einen Neubau mit erheblich erweitertem Profil und größerer Durchfahrtshöhe. Letztendlich entschied man sich für den Bau einer Hubbrücke. Eine feste Brücke schien wegen der Höhenlage des Straßenniveaus, des Verkehrs und der dichten Bebauung in der Jederitzer Straße nicht ausführbar. Die Umbauarbeiten wurden im Lauf des Jahres 1912 aufgenommen. Die Fertigstellung musste aber immer weiter hinausgeschoben werden, weil die offenbar nicht ausgereifte Konstruktion der Hubmechanik nicht funktionierte. Im Januar 1913 wurde die Brücke provisorisch für den Fuhrwerksverkehr freigegeben. Immer wieder traten Störungen auf. Im Juni 1914 brach ein Kettenrad und eines der Gegengewichte stürzte ab. Fehlerhafte Bauteile wurden ausgetauscht. Bei weiteren Versuchen brach eine Hubkette und die Brücke fiel in ihr Liegelager. Eine ordnungsgemäße Reparatur konnte erst nach Beendigung des Ersten Weltkrieges durchgeführt werden, da der für die Anfertigung der Ersatzteile erforderliche Nickelstahl nicht zur Verfügung stand. Die Jederitzer Brücke blieb jedoch ein neuralgischer Punkt im Verkehr der Stadt Rathenow. Nach einigen Jahren recht guten Funktionierens kam es 1924 wieder zu einer Havarie, als an einer Hubkette ein Glied riss und die Brücke in eine Schieflage geriet.
Die Brücke wurde in den 1990er Jahren restauriert, jedoch nicht der Hubmechanismus. Zur Jederitzer Brücke gehört ein separater Fußgängerüberweg mit Treppenstufen.

## Bilder

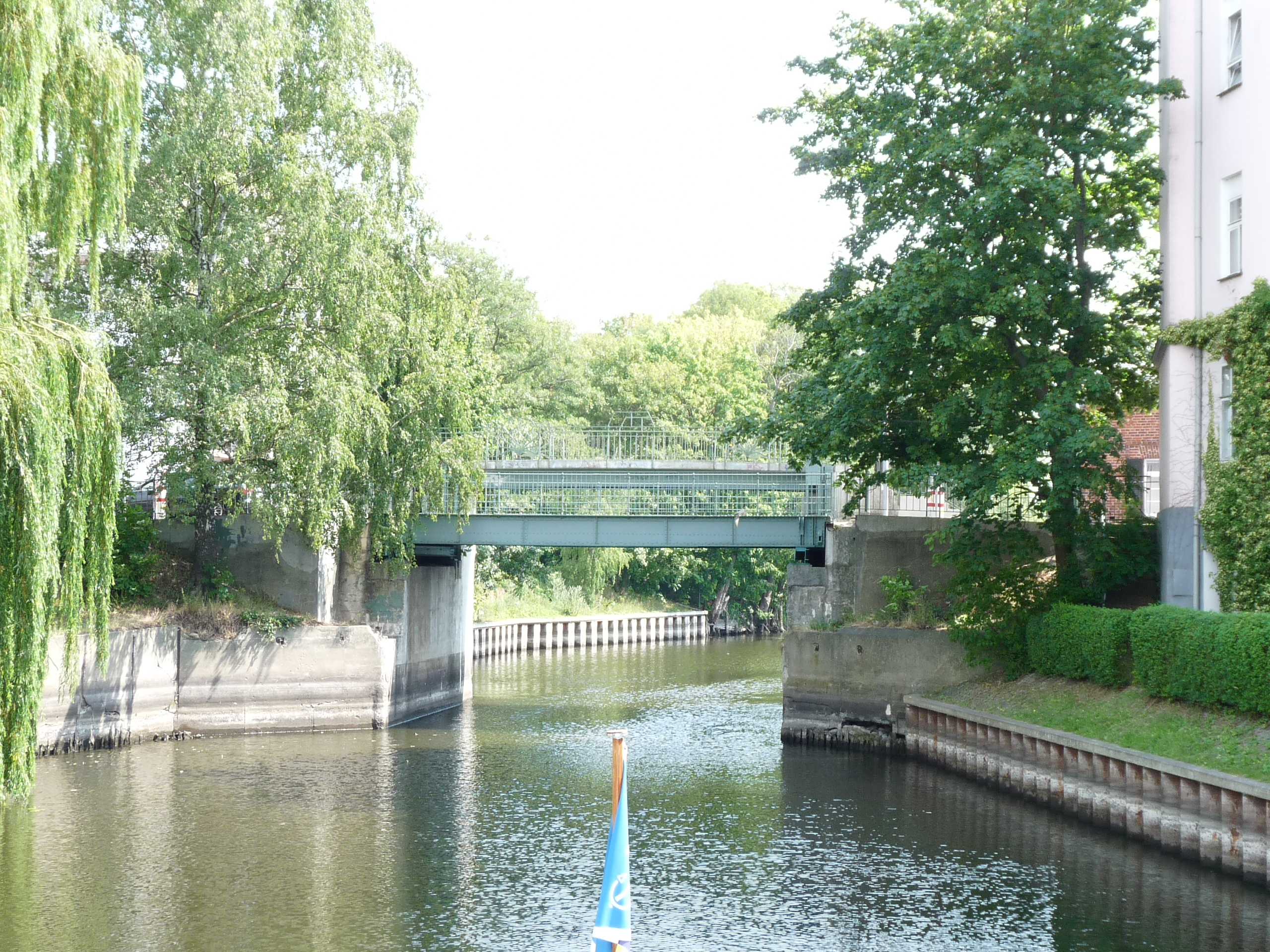
Durchfahrt
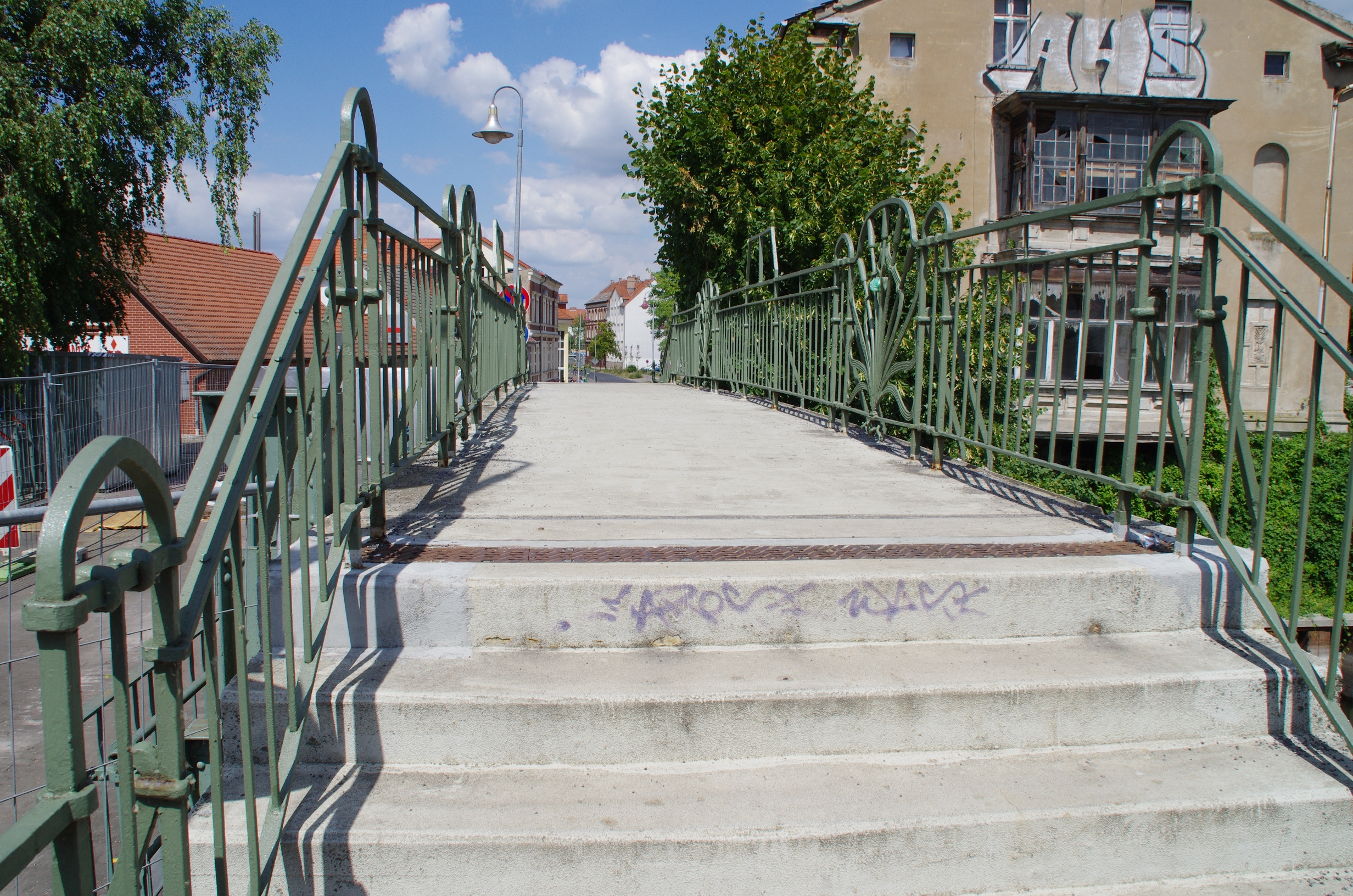
Fußgängerbrücke
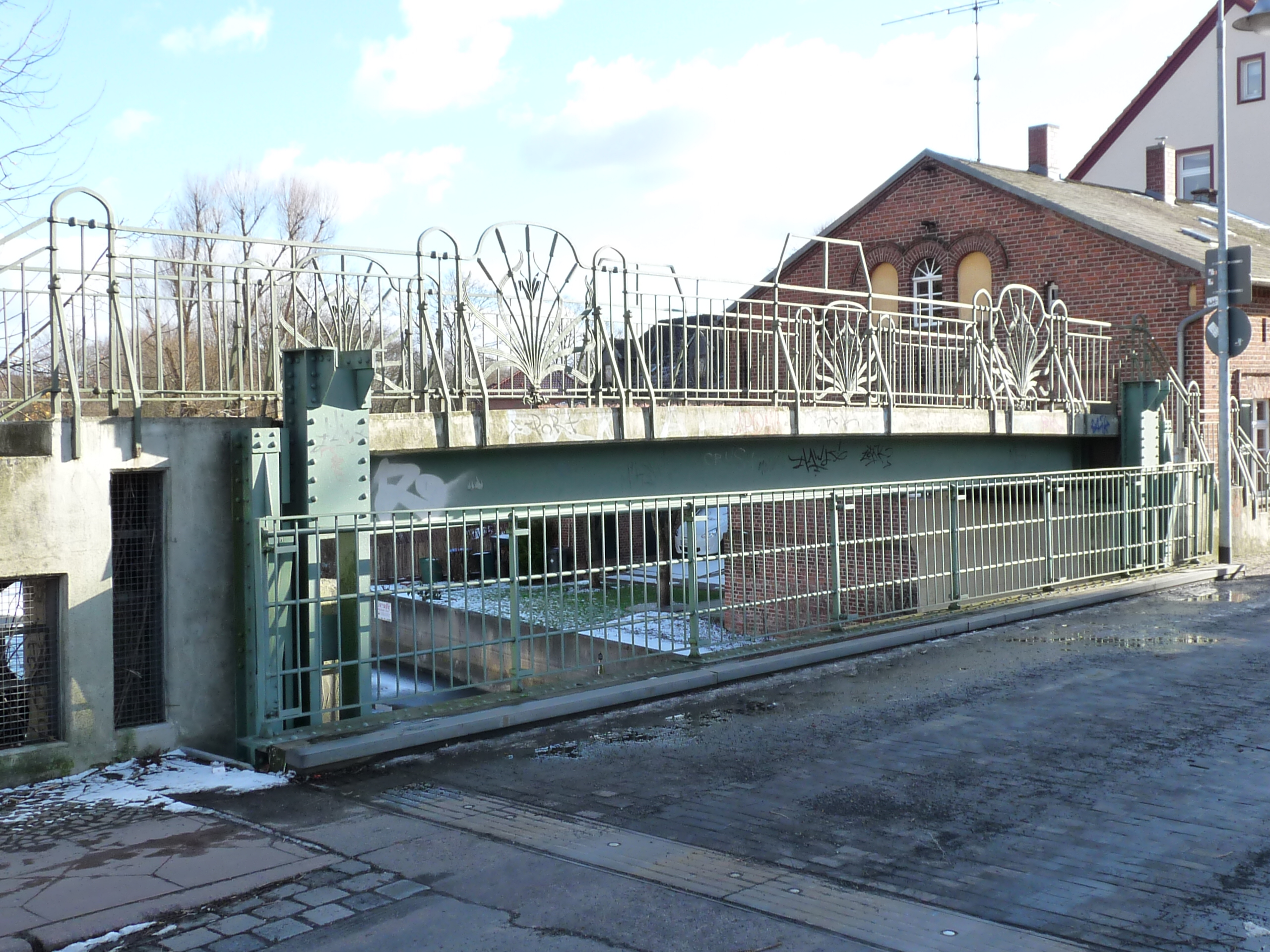
Holzpflaster der Straßenüberführung